# Théo De Percin
Théo Franck Mathias De Percin (Tarbes, 2 febbraio 2001) è un calciatore francese, portiere dell'Auxerre.

## Carriera

### Club
De Percin è entrato a far parte del settore giovanile dell'Auxerre nel 2014, proveniente dal Créteil-Lusitanos. A partire dalla stagione 2017-2018 ha iniziato ad essere aggregato alla seconda squadra dal club francese, con cui ha debuttato il 9 febbraio 2019 in un incontro di Championnat National 3 pareggiato 1-1 contro il Montceau Bourgogne.
Il 18 marzo 2021 ha firmato il suo primo contratto professionistico ed il 27 novembre successivo ha debuttato in prima squadra giocando da titolare l'incontro di Coppa di Francia vinto 6-4 contro il Chambéry. È sceso in campo anche nel turno successivo, perso 3-1 contro il Lilla.

### Nazionale
Il 14 marzo 2023 ha ricevuto la prima convocazione della Nazionale martinicana per l'incontro di CONCACAF Nations League contro la Costa Rica. Il 2 giugno 2023 è stato incluso nella lista dei convocati per la CONCACAF Gold Cup 2023 ed il 1º luglio ha fatto il suo esordio assoluto nell'incontro della fase a gironi contro Panama.

## Statistiche

### Presenze e reti nei club
Statistiche aggiornate al 19 aprile 2025.
| Stagione         | Squadra          | Campionato       | Campionato | Campionato | Coppe nazionali | Coppe nazionali | Coppe nazionali | Coppe continentali | Coppe continentali | Coppe continentali | Altre coppe | Altre coppe | Altre coppe | Totale | Totale |
| Stagione         | Squadra          | Comp             | Pres       | Reti       | Comp            | Pres            | Reti            | Comp               | Pres               | Reti               | Comp        | Pres        | Reti        | Pres   | Reti   |
| ---------------- | ---------------- | ---------------- | ---------- | ---------- | --------------- | --------------- | --------------- | ------------------ | ------------------ | ------------------ | ----------- | ----------- | ----------- | ------ | ------ |
| 2018-2019        | Auxerre 2        | N3               | 4          | -3         |                 | -               | -               |                    | -                  | -                  |             | -           | -           | 4      | -3     |
| 2019-2020        | Auxerre 2        | N3               | 2          | -1         |                 | -               | -               |                    | -                  | -                  |             | -           | -           | 2      | -1     |
| 2020-2021        | Auxerre 2        | N3               | 6          | -6         |                 | -               | -               |                    | -                  | -                  |             | -           | -           | 6      | -6     |
| 2021-2022        | Auxerre 2        | N2               | 9          | -10        |                 | -               | -               |                    | -                  | -                  |             | -           | -           | 9      | -10    |
| 2022-2023        | Auxerre 2        | N2               | 20         | -19        |                 | -               | -               |                    | -                  | -                  |             | -           | -           | 20     | -19    |
| 2023-2024        | Auxerre 2        | N2               | 1          | 0          |                 | -               | -               |                    | -                  | -                  |             | -           | -           | 1      | 0      |
| Totale Auxerre 2 | Totale Auxerre 2 | Totale Auxerre 2 | 42         | -39        |                 | -               | -               |                    | -                  | -                  |             | -           | -           | 42     | -39    |
| 2021-2022        | Auxerre          | L2               | 0          | 0          | CF              | 2               | -7              |                    | -                  | -                  |             | -           | -           | 2      | -7     |
| 2022-2023        | Auxerre          | L1               | 0          | 0          | CF              | 0               | 0               |                    | -                  | -                  |             | -           | -           | 0      | 0      |
| 2023-2024        | Auxerre          | L2               | 1          | -1         | CF              | 3               | -1              |                    | -                  | -                  |             | -           | -           | 4      | -2     |
| 2024-2025        | Auxerre          | L1               | 2          | -3         | CF              | 0               | 0               |                    | -                  | -                  |             | -           | -           | 2      | -3     |
| Totale Auxerre   | Totale Auxerre   | Totale Auxerre   | 3          | -4         |                 | 5               | -8              |                    | -                  | -                  |             | -           | -           | 8      | -12    |
| Totale carriera  | Totale carriera  | Totale carriera  | 45         | -43        |                 | 5               | -8              |                    | -                  | -                  |             | -           | -           | 50     | -51    |

### Cronologia presenze e reti in nazionale
| Cronologia completa delle presenze e delle reti in nazionale ― Martinica | Cronologia completa delle presenze e delle reti in nazionale ― Martinica | Cronologia completa delle presenze e delle reti in nazionale ― Martinica | Cronologia completa delle presenze e delle reti in nazionale ― Martinica | Cronologia completa delle presenze e delle reti in nazionale ― Martinica | Cronologia completa delle presenze e delle reti in nazionale ― Martinica | Cronologia completa delle presenze e delle reti in nazionale ― Martinica | Cronologia completa delle presenze e delle reti in nazionale ― Martinica |
| Data                                                                     | Città                                                                    | In casa                                                                  | Risultato                                                                | Ospiti                                                                   | Competizione                                                             | Reti                                                                     | Note                                                                     |
| ------------------------------------------------------------------------ | ------------------------------------------------------------------------ | ------------------------------------------------------------------------ | ------------------------------------------------------------------------ | ------------------------------------------------------------------------ | ------------------------------------------------------------------------ | ------------------------------------------------------------------------ | ------------------------------------------------------------------------ |
| 30-6-2023                                                                | Harrison                                                                 | Martinica                                                                | 1 – 2                                                                    | Panama                                                                   | Gold Cup 2023 - 1º turno                                                 | -2                                                                       |                                                                          |
| Totale                                                                   |                                                                          | Presenze                                                                 | 1                                                                        |                                                                          | Reti                                                                     | -2                                                                       |                                                                          |

## Palmarès

### Club

#### Competizioni nazionali
- Campionato francese di seconda divisione: 1

Auxerre: 2023-2024